# Кевін (циклон)
Циклон «Кевін» (англ. Cyclone Kevin) — потужний тропічний циклон 5 категорії другий циклон який обрушився тихоокеанську на острівну державу Вануату через 48 годин після циклону Джуді.

## Метеорологічна історія

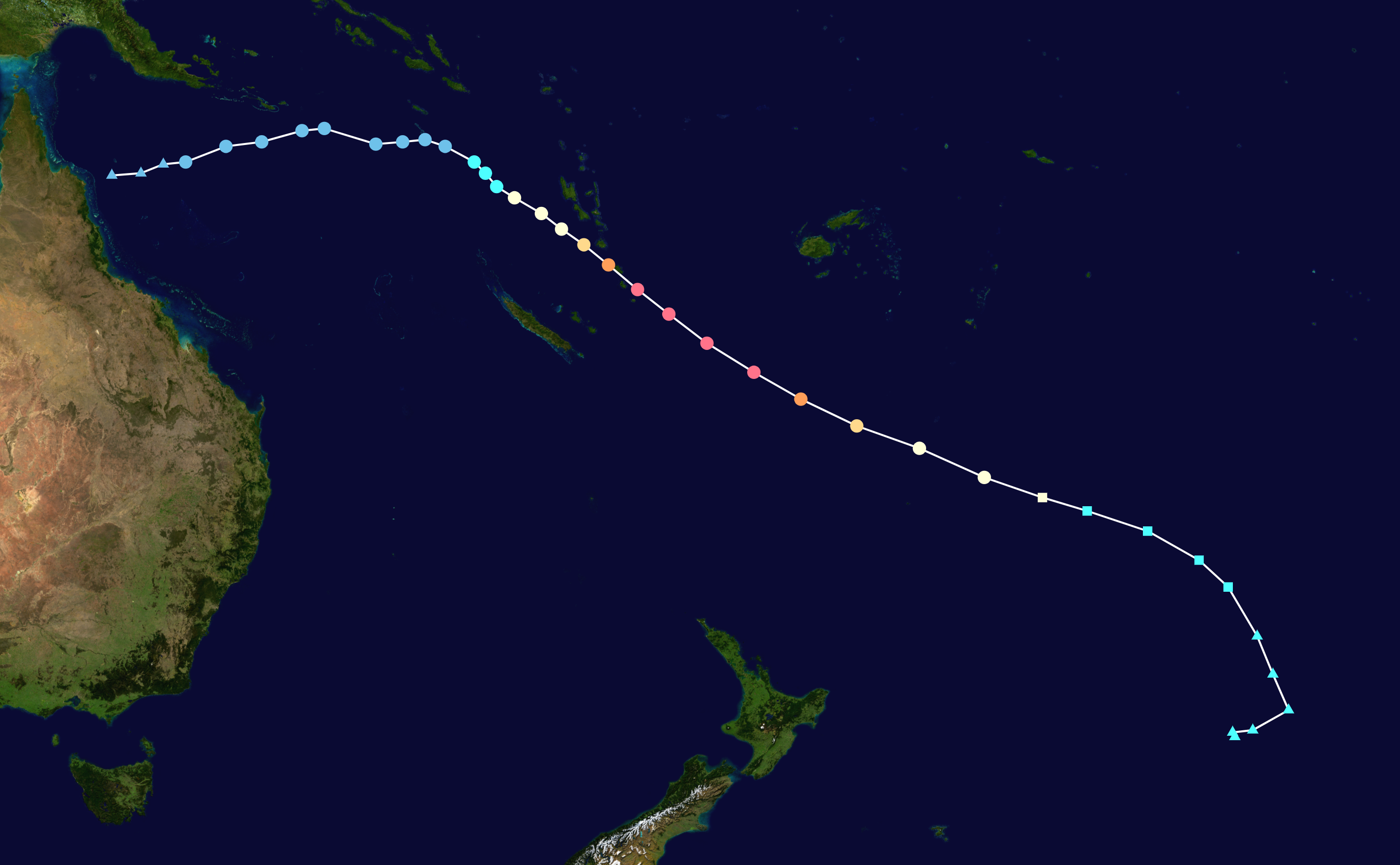
Карта шляху і інтенсивності Циклону Кевін

27 лютого Австралійське бюро метеорології (BoM) повідомило, що тропічний мінімум 18U розвинувся в мусонній западині низького тиску приблизно в 180 км (110 миль) на північний- схід від Куктауна в Квінсленді. У той час мінімум був погано організований циркуляційний центр, однак покращувався оскільки середовище для тропічного циклогенезу стало більш сприятливим, з температурою поверхні моря 29–30 °C (84–86 °F) і помірним зсувом вітру. Протягом наступного дня система просувалася на схід, поступово організовуючись, при цьому її низькорівневий центр циркуляції був зміщений на схід від глибокої конвекції. Протягом 1 березня JTWC видав TCFA щодо системи, тоді як BoM передав відповідальність за попередження системи на FMS, коли вона увійшла в басейн південної частини Тихого океану, позначивши систему як Тропічна депресія 09F.

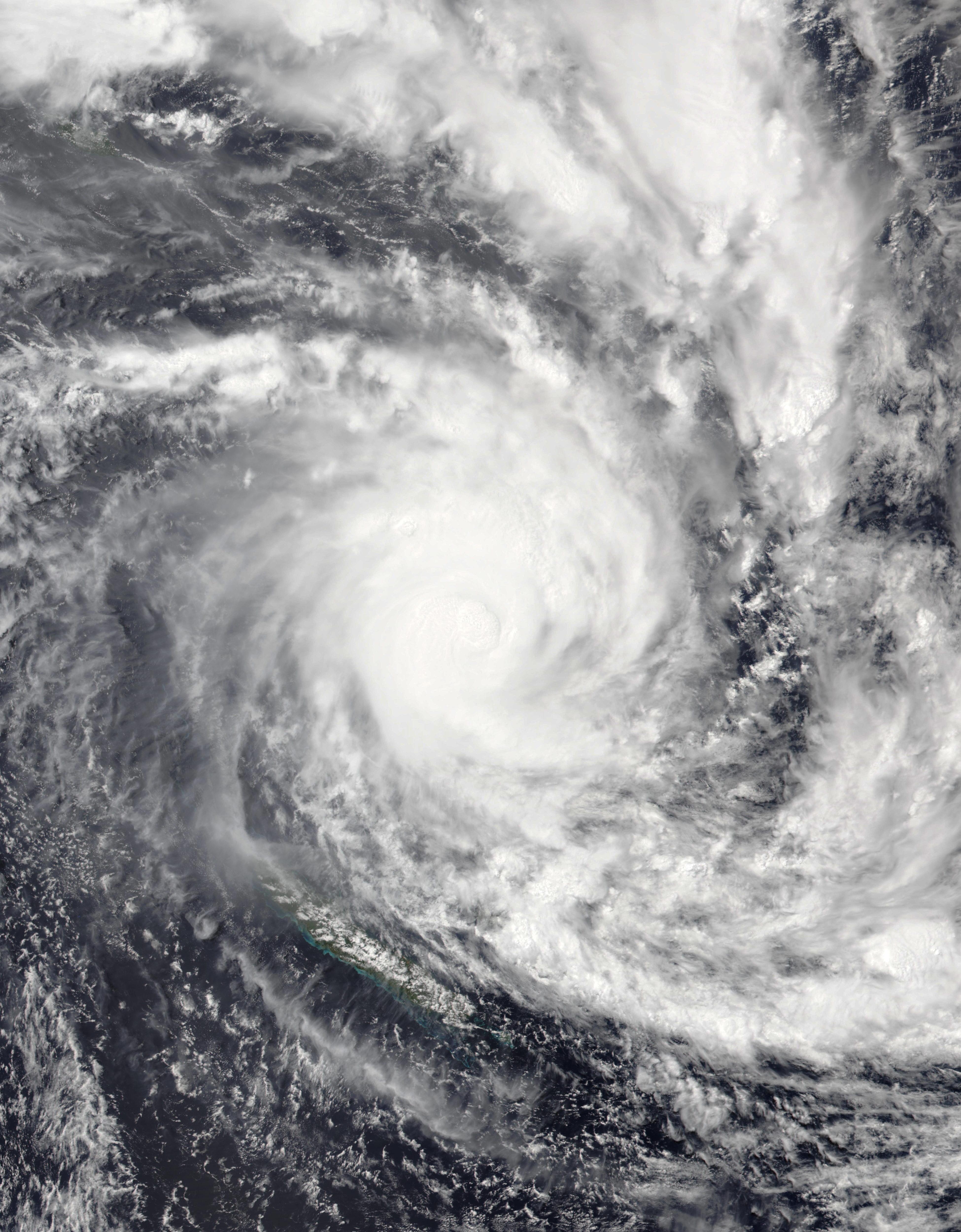
Циклон Кевін наближається до Вануату 3 березня

О 21:00 UTC того ж дня 09F посилився до тропічного циклону 1 категорії за австралійською шкалою, і FMS назвала його Кевіном. Згодом JTWC наслідував їхній приклад і ініціював консультації щодо системи. Рухаючись на південний-схід під впливом субтропічного хребта в тому ж напрямку, Кевін через три години посилився до тропічного циклону 2 категорії, оскільки глибока конвекція щільно огорнула його частково відкритий низькорівневий циркуляційний центр. О 18:00 UTC 2 березня Кевін посилився до сильного тропічного циклону 3 категорії. Згодом JTWC посилив систему до 1 категорії за шкалою Саффіра-Сімпсона через три години, оскільки велика центральна щільна хмарність (CDO) розвинулася над центром низької циркуляції. Завдяки сприятливому середовищу теплих температур поверхні моря, слабкого зсуву вітру та помірного радіального стоку Кевін посилився до тропічного циклону 2 категорії до наступного дня перед тим, як пройти фазу швидкого посилення. О 18:00 UTC того ж дня FMS повідомила, що Кевін посилився до сильного тропічного циклону 4 категорії. Згодом JTWC оновив систему до категорії 3-еквівалентного тропічного циклону через три години, коли він рухався над Ерроманго та островом Танна у Вануату, перш ніж очистити око 21 морської милі (39 км), що змусило Кевіна досягти його пік інтенсивності як тропічний циклон 5 категорії за шкалою Саффіра-Сімпсона до 4 березня з вітром 260 км/год (160 миль/год) згідно з JTWC. У той же час FMS повідомило що циклон посилився до 5 категорії. Тоді Кевін досяг свого піку інтенсивності о 06:00 UTC того ж дня, згідно з FMS, з 10-хвилинним стійким вітром 215 км/год (130 миль/год). Однак зниження температури поверхні моря та посилення зсуву вітру призвели до того, що через дев’ять годин система послабилася до тропічного циклону, еквівалентного 4 категорії, коли структура шторму почала розкриватися на супутникових зображеннях. До 18:00 UTC того ж дня FMS знизило клас Кевіна до категорії 4 сильного тропічного циклону, а JTWC згодом знизив клас системи до категорії 3-еквівалентного тропічного циклону, зазначивши значне погіршення його конвективної структури. 5 березня FMS передала відповідальність за попередження системи Метеорологічній службі, оскільки вона залишила свою зону відповідальності, продовжуючи рух на південний-схід.
У той же час JTWC повідомив що Кевін ослаб до тропічного циклону 2 категорії, оскільки він продовжував швидко слабшати. До 06:00 UTC того ж дня Метеорологічна служба повідомила, що Кевін ще більше ослаб до сильного тропічного циклону 3 категорії. JTWC згодом знизив рівень системи до категорії 1-еквівалентного тропічного циклону перед тим, як перекласифікувати Кевін як субтропічний циклон і опублікувати свою остаточну консультацію через дев'ять годин, оскільки центр циркуляції низького рівня став частково відкритим через конвекцію відокремлюючись на південний-схід. Метеорологічна служба також знизила класифікацію Кевіна до тропічного циклону 2 категорії о 18:00 UTC того ж дня, перш ніж він перейшов у позатропічний циклон із штормовою силою до 6 березня. Залишки системи продовжували рухатися на південний-схід, перш ніж ослабнути нижче штормової сили ввечері 8 березня. Залишки Кевіна востаннє були помічені в бюлетенях MetService 11 березня, перш ніж повністю розвіятися наступного дня, оскільки вони були поглинені теплим фронтом.